# Символьные вычисления
Символьные вычисления — это преобразования и работа с математическими равенствами и формулами как с последовательностью символов. Они отличаются от численных расчётов, которые оперируют приближёнными численными значениями, стоящими за математическими выражениями. Системы символьных вычислений (их так же называют системами компьютерной алгебры) могут быть использованы для символьного интегрирования и дифференцирования, подстановки одних выражений в другие, упрощения формул и т. д.
Компьютерная алгебра (в отличие от численных методов) занимается разработкой и реализацией аналитических методов решения математических задач на компьютере и предполагает, что исходные данные, как и результаты решения, сформулированы в аналитическом (символьном) виде.
При анализе математической модели результатом могут быть общие и частные аналитические решения сформулированной математической задачи и их интерпретации.
Аналитические решения чаще удаётся получить для наиболее грубых (простых) моделей, реже — для более точных, сложных (нужно использовать численные методы, позволяющие получить частные численные решения многих задач).